# Зюскинд, Патрик
Па́трик Зю́скинд (нем. Patrick Süskind, род. 26 марта 1949, Амбах) — немецкий писатель и киносценарист.

## Биография
Патрик Зюскинд родился 26 марта 1949 года в Амбахе, немецкой общине близ Мюнхена, в семье писателя, журналиста и публициста Вильгельма Эмануэля Зюскинда (1901—1970). Его мать была спортивным тренером, а старший брат Мартин (1944—2009) — журналист. У Зюскинда есть много родственников из Вюртембергской аристократии, он является одним из потомков экзегета Иогана Альбрехта Бенгеля и швабского реформатора Иоганна Бренца.
Детство писатель провёл в деревне Хольцхаузен. Там он обучался в местной школе и гимназии, получил музыкальное образование (играет на фортепиано). После получения среднего образования служит в армии, изучает в Мюнхенском университете историю. Зарабатывает деньги всеми возможными путями: работа в баре, инструктором настольного тенниса.
Говорят, однажды на уроке литературы в ответ на «уколы» учительницы Зюскинд заявил, что в будущем напишет книгу, которая обессмертит его имя. Как показывает биография писателя, предсказание сбылось
Позднее учился в Экс-ан-Провансе (Франция), однако так и не окончил учёбу. Переменил много профессий — работал в патентном отделе фирмы Siemens, тапёром в танцевальном зале, тренером. Будучи на попечении родителей, Зюскинд переехал в Париж и стал заниматься писательским делом. Он писал рассказы, которые не публиковались, и сценарии, кино по которым никто не снимал.
Успех пришёл в 1980 году, после выхода его первого произведения, одноактного монолога «Контрабас». В 1985 вышел роман «Парфюмер», ставший известнейшим произведением автора, после чего его имя стало культовым. Далее шли такие же значимые произведения: «Голубка. Три истории и одно наблюдение», «Повесть о господине Зоммере». В 2006 году режиссёр Том Тыквер снял фильм по мотивам романа, с Беном Уишоу в главной роли. На сегодняшний день произведение переведено более чем на 46 языков. Кроме этого, Зюскинд написал несколько киносценариев.
Зюскинд ведёт уединённый образ жизни, исключающий участие в интервью или фотосессиях.

## Произведения
| Год  | Тип          | Русское название                | Оригинальное название                    |
| ---- | ------------ | ------------------------------- | ---------------------------------------- |
| 1980 | драма        | Контрабас                       | Der Kontrabass                           |
| 1985 | роман        | Парфюмер. История одного убийцы | Das Parfum. Die Geschichte eines Mörders |
| 1986 |              | Литературная амнезия            | Amnesie in litteris                      |
| 1987 | рассказ      | Голубка                         | Die Taube                                |
| 1991 | повесть      | Повесть о господине Зоммере     | Die Geschichte von Herrn Sommer          |
| 1995 | рассказ      | Тяга к глубине                  | Der Zwang zur Tiefe                      |
| 1995 | рассказы     | Три истории и одно наблюдение   | Drei Geschichten und eine Betrachtung    |
| 1997 | киносценарий | Россини                         | Rossini                                  |
| 2006 | эссе         | О любви и смерти                | Über Liebe und Tod                       |

## Фильмография
- Парфюмер. История одного убийцы (фильм) (2006)

## Театральные постановки
- 2000 — «Контрабас», Театр «Сатирикон» имени Аркадия Райкина; режиссёр Елена Невежина, исполнитель — Константин Райкин
- 2007 — рок-опера «Парфюмер», театр «Новая опера». Музыка Игоря Демарина, либретто Юрия Рыбчинского
- 2014 — Контрабас, МХТ им. Чехова, режиссёр Глеб Черепанов, исполнитель — Константин Хабенский
- 2021 -  "Контрабас", Новгородский театр для детей и молодежи "Малый", режиссер Надежда Алексеева, исполнитель - Алексей Коршунов
- 2023 - "Господин Зоммер", Новгородский театр для детей и молодежи "Малый", режиссер Надежда Алексеева.
- 2024 - музыкальный спектакль "Парфюмер", театр "LDM. Новая сцена", режиссер Ирина Афанасьева, исполнитель- Андрей Носков.[3]

## Музыка
- Песня «История одного убийцы» из альбома Феникс рок-группы Ария (2011)
- Песня «Scentless Apprentice» из альбома In Utero рок-группы Nirvana (1993)
- Песня «Du riechst so gut» из альбома Herzeleid метал-группы Rammstein (1995)

## Оценки и мнения
Константин Хабенский о пьесе «Контрабас»:
…Ведь это произведение Патрика Зюскинда, который знал, о чем пишет, очень хорошо представлял это в воображении и точно описал своих героев. Играть Зюскинда на сцене большое удовольствие — он очень конкретен, подробен и маниакален.